# Le Vieux-Bourg
Le Vieux-Bourg é uma comuna francesa na região administrativa da Bretanha, no departamento de Côtes-d'Armor. Estende-se por uma área de 25,13 km². Em 2010 a comuna tinha 795 habitantes (densidade: 31,6 hab./km²).